# Brecha de producción

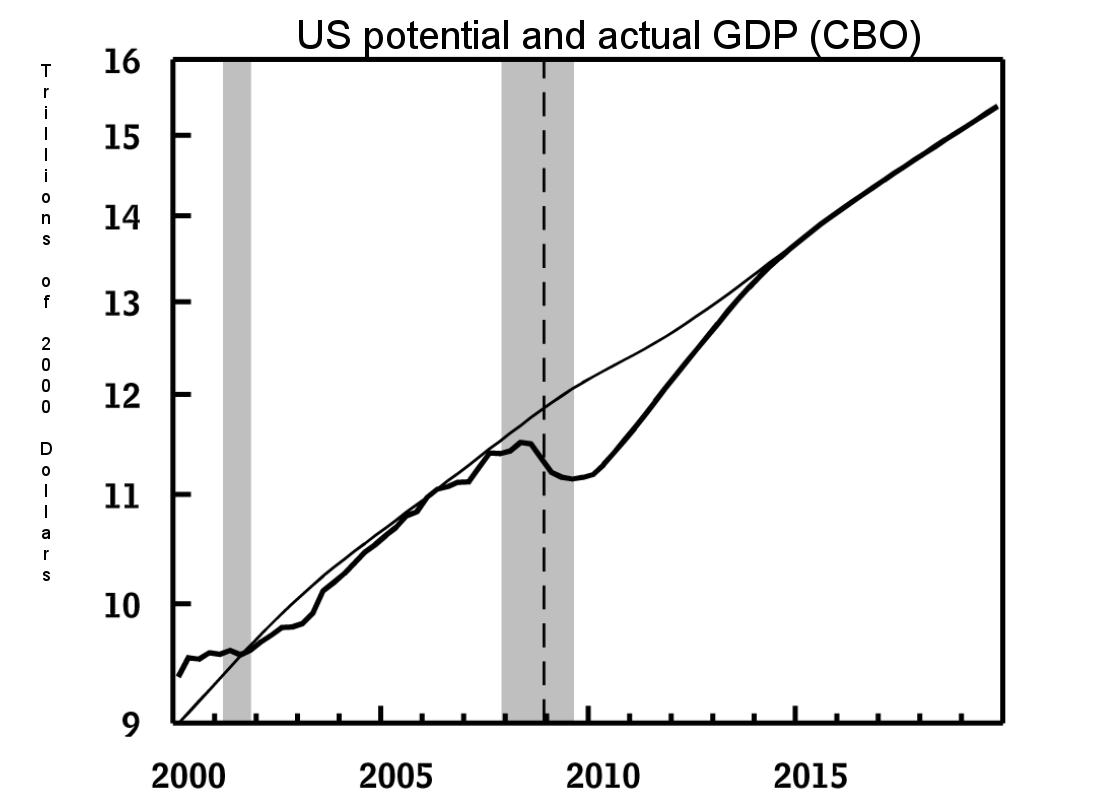
Estimaciones de la Oficina del Presupuesto del Congreso de EE. UU. sobre el PIB potencial (línea fina) y real (negrita). La diferencia entre ambas representa la brecha de producción.

La brecha de producción o brecha del PIB (en inglés output gap) es la diferencia entre el PIB real o producción real y el PIB o producción potencial. El cálculo de la brecha es Y – Y*, donde Y representa el PIB real e Y*, el potencial.
Si este cálculo resulta en un número positivo, se denomina brecha inflacionaria, e indica que el crecimiento de la demanda agregada está sobrepasando el crecimiento de la oferta agregada, creando posiblemente inflación. Si el cálculo resulta en un número negativo, se designa como brecha recesiva, creando posiblemente deflación.
La brecha de producción puede tomarse como un indicador económico de un país. Cuando la brecha es grande implica la existencia de una crisis económica y que la economía actúa por debajo de su frontera de posibilidades de producción. La crisis se denomina recesión si la brecha es pequeña y depresión si esta es elevada.
En general, cuanto más se acerque a cero, es decir, cuando la producción real se aproxima más a la producción potencial, más eficiente es la economía. Sin embargo, puede ocurrir que tras largos períodos de recesión la brecha de producción se reduzca no porque la producción real aumente, sino porque la producción potencial disminuye (al deteriorarse instalaciones sin uso o por la pérdida de competencias de trabajadores tras largos períodos de desempleo), por lo que una disminución de la brecha de producción no siempre indica una mejora económica.
El porcentaje de la brecha de producción se calcula como el PIB real menos el PIB potencial dividido por el PIB potencial:
{\displaystyle {\%_{Outputgap}={\frac {(PIB_{real}-PIB_{potencial})}{\ PIB_{potencial}}}}}

## Relación entre la brecha y el desempleo
La ley de Okun se basa en el análisis de regresión de los datos de Estados Unidos, que muestran una correlación entre el desempleo y el PIB. Puede establecerse que por cada aumento del 1% del desempleo cíclico (tasa de desempleo real – tasa natural de desempleo), el PIB se reducirá en un β%.
{\displaystyle {\%_{Outputgap}{=}-\beta \centerdot \%_{Desempleociclico}}}
Lo que también puede ser expresado como:
| Símbolo                    | Nombre                                                                                |
| -------------------------- | ------------------------------------------------------------------------------------- |
| {\displaystyle Y}          | PIB o producción real                                                                 |
| {\displaystyle Y^{*}}      | PIB o producción potencial                                                            |
| {\displaystyle u}          | Tasa real de desempleo                                                                |
| {\displaystyle {\bar {u}}} | Tasa natural de desempleo                                                             |
| {\displaystyle \beta }     | Constante derivada de la regresión, indicando la relación entre el PIB y el desempleo |

## Consecuencias de una gran brecha de producción
Una brecha de producción grande y persistente tiene severas consecuencias para, entre otras cosas, el mercado de trabajo, el potencial económico a largo plazo y las finanzas públicas de un país.
En primer lugar, cuanto más persista la brecha productiva, más tiempo existirá un mercado de trabajo con bajo rendimiento. Como indica el cálculo de la brecha de producción, aunque los trabajadores quieran trabajar, permanecen inactivos debido a que la economía no produce a su capacidad potencial.
En segundo lugar, cuanto mayor tiempo continúa una brecha productiva considerable, mayor será el daño ocasionado al potencial económico a largo plazo, llamado por los economistas y sociólogos “efectos de histéresis”. En esencia, si los trabajadores y el capital se mantienen inactivos durante largos períodos debido a que la economía está operando por debajo de su capacidad, puede causar daños duraderos a los propios trabajadores y la economía en general. Por ejemplo, cuanto mayor tiempo permanezcan desempleados los trabajadores, más pueden atrofiarse sus habilidades y redes profesionales, produciendo potencialmente a trabajadores inempleables. También, un bajo rendimiento de la economía puede resultar en la reducción de inversiones en áreas que retornan rendimientos a largo plazo, como la educación o la investigación y desarrollo.
En tercer lugar, una brecha productiva persistente tiene efectos nocivos sobre las finanzas públicas de un país. Esto es en parte debido a que una economía en dificultades con un mercado laboral débil pierde ingresos fiscales; los trabajadores desempleados o subempleados o bien no pagan impuestos sobre la renta o pagan menos de lo que harían con pleno empleo. Adicionalmente, una mayor incidencia de paro aumenta el gasto público, especialmente en programas de protección social. Menores ingresos fiscales y mayor gasto público desembocan en déficits presupuestarios exacerbados.